# Đông Hòa, thành phố Thái Bình
Đông Hòa là một xã thuộc thành phố Thái Bình, tỉnh Thái Bình, Việt Nam.
Xã có diện tích 5,59 km², dân số là 8.133 người, mật độ dân số đạt 1.455 người/km².